# Biel (Reszel)
Biel (deutsch Weißensee) ist ein kleines Dorf in der polnischen Woiwodschaft Ermland-Masuren. Es gehört zur Stadt- und Landgemeinde Reszel (Rößel) im Powiat Kętrzyński (Kreis Rastenburg).

## Geographische Lage und Verkehrsanbindung
Biel liegt am Nordufer der Zaine (polnisch Sajna) und vier Kilometer westlich der Stadt Reszel (Rößel) an der Woiwodschaftsstraße 594. Die nächste Bahnstation ist Sątopy-Samulewo (Santoppen-Bischdorf) an der Staatsbahnlinie von Poznań (Posen) über Toruń (Thorn) nach Schelesnodoroschny (Gerdauen) und weiter bis Tschernjachowsk (Insterburg) in der russischen Oblast Kaliningrad (Gebiet Königsberg (Preußen)).

## Geschichte
Der Ort bestand zu Beginn des 20. Jahrhunderts im Wesentlichen aus einem großen Hof. Im Jahre 1874 wurde der Gutsbezirk Weißensee in den neu errichteten Amtsbezirk Molditten (heute polnisch: Mołdyty) eingegliedert, der zum Landkreis Rößel im Regierungsbezirk Königsberg (ab 1905: Regierungsbezirk Allenstein) in der preußischen Provinz Ostpreußen gehörte. Im Jahre 1910 waren in Weißensee 46 Einwohner registriert.
Aufgrund der Bestimmungen des Versailler Vertrags stimmte die Bevölkerung in den Volksabstimmungen in Ost- und Westpreussen am 11. Juli 1920 über die weitere staatliche Zugehörigkeit zu Ostpreußen (und damit zu Deutschland) oder den Anschluss an Polen ab. In Weißensee stimmten 60 Einwohner für den Verbleib bei Ostpreußen, auf Polen entfielen keine Stimmen.
Am 30. September 1928 schlossen sich die Gutsbezirke Molditten (Mołdyty), Truchsen (Troksy) und Weißensee zu einer neuen Landgemeinde Molditten zusammen.
In Folge des Zweiten Weltkrieges kam Weißensee mit dem südlichen Ostpreußen zu Polen und erhielt den polnischen Namen Biel. Von 1975 bis 1998 war das Dorf Teil der Woiwodschaft Olsztyn, anschließend gehörte es zur neugebildeten Wojewodschaft Ermland-Masuren. Heute ist das Dorf eine Ortschaft innerhalb der Stadt- und Landgemeinde Reszel (Rößel) im Powiat Kętrzyński (Kreis Rastenburg).

## Kirche

### Evangelisch
Der evangelische Bevölkerungsteil Weißensees war vor 1945 in die evangelische Kirche Rößel eingepfarrt, das zum Kirchenkreis Rößel in der Kirchenprovinz Ostpreußen der Evangelischen Kirche der Altpreußischen Union gehörte. Die heute in Biel lebenden evangelischen Kirchenglieder gehören jetzt zur Pfarrkirche in Kętrzyn, die Teil der Diözese Masuren der Evangelisch-Augsburgischen Kirche in Polen ist.

### Katholisch
Mehrheitlich waren die Einwohner Weißensees vor 1945 katholischer Konfession. Auch für sie stand die Pfarrkirche in Rößel, und es ist die gleiche, zu der jetzt die katholischen Kirchenglieder Biels gehören. Sie ist nun dem Dekanat Reszel im Erzbistum Ermland der Katholischen Kirche in Polen zugeordnet.